# Ярополова, Диана Ивановна
Диана Ивановна Ярополова (до замужества — Садовникова; укр. Діана Іванівна Ярополова (Садовникова); род. 26 июля 1971, Севастополь) — советская и украинская баскетболистка, центровая. Участница летних Олимпийских игр 1996 года.

## Биография
Диана Ярополова родилась 26 июля 1971 года в Севастополе.
С 11-летнего возраста занималась баскетболом в севастопольской ДЮСШ №2. Тренировалась под началом Игоря Юра.
Будучи ещё десятиклассницей, начала выступать за киевское «Динамо», в составе которого в 1991 году стала чемпионкой СССР. В 1992 году перебралась в венгерский ДВТК из Мишкольца, в 1993 году вернулась в «Динамо». С 1994 года в течение двух сезонов выступала в Австралии за «Мельбурн Данденонг» и «Канберра Кэпиталз».
В 1996 году вошла в состав женской сборной Украины по баскетболу на летних Олимпийских играх в Атланте, занявшей 4-е место. Провела 7 матчей, набрала 32 очка (10 — в матче со сборной Кот-дʼИвуара, по 6 — с Бразилией и Кубой, по 4 — с США и Австралией, 2 — с Италией).
В 1998 году завершила игровую карьеру из-за трудностей в совмещении выступлений и воспитании ребёнка.
Мастер спорта Украины международного класса.
По окончании карьеры переехала на родину мужа в российский город Лихославль Тверской области. Работала уборщицей в бане и тренером по баскетболу, выступала в чемпионате Тверской области.

## Семья
Замужем, пятеро детей — двое сыновей и три дочери.